# Ove Dahlstrand
Ove Gerhard Dahlstrand, född 14 mars 1929 i Göteborgs Masthuggs församling, Göteborg, död 15 oktober 2007 i Högalids församling, Stockholm
, var en svensk konstnär.
Han var son till direktör Gerhard Dahlstrand och Ella Cederlund.
Dahlstrand studerade vid Konstakademien 1953-1959 samt under resor till Frankrike och Holland. Hans konst består av naturmotiv samt illustrationer för tidningar och Obs. Separat har han ställt ut på bland annat Gröna Paletten, Svenska Bilder, Konstakademien och Galleri Öst.
Dahlstrand är representerad i Moderna museet, Sundsvalls museum och Smålands museum.